# Czarne (powieść)
Czarne – polska powieść fantastyczna Anny Kańtoch z 2012. Opowiada o aktorce, która przybywa do letniska Czarne. 

## Nagrody
| Rok  | Nagroda                         | Wynik          | Źródło |
| ---- | ------------------------------- | -------------- | ------ |
| 2013 | Nagroda im. Jerzego Żuławskiego | Nagroda Główna | [ 2 ]  |
| 2013 | Nagroda Zajdla                  | nominacja      | [ 3 ]  |

## Wydania
Pierwsze wydanie ukazało się w 2012 nakładem wydawnictwa Powergraph, w ramach serii Kontrapunkty. Drugie wydanie ukazało się nakładem tego samego wydawnictwa w 2024, w miękkiej oprawie. Ilustrację okładkową przygotował Jan Kosik.